# Baureihe E 93
Baureihe E 93 – lokomotywa elektryczna produkowana w latach 1932-1939 dla kolei niemieckich.

## Historia
Po zelektryfikowaniu linii kolejowej Stuttgart - Monachium zlokalizowanej w Jurze Szwabskiej koleje niemieckie potrzebowały lokomotyw elektrycznych do prowadzenia pociągów towarowych wzorowanych na szwajcarskich elektrowozach. Koleje niemieckie zamówiły 18 elektrowozów, które stacjonowały w lokomotywowni Kornwestheim. Niektóre elektrowozy eksploatowano w Bawarii. Jedna lokomotywa jest czynnym eksponatem zabytkowym.